# Facundo Waller
Facundo Federico Waller Martiarena (Colônia do Sacramento, 9 de abril de 1997) é um futebolista uruguaio que atua como meia. Atualmente, joga no 
Puebla.

## Seleção Uruguaia

#### Sul-Americano 2017
Em 12 de dezembro de 2016, foi convocado por Fabián Coito para treinar no complexo AUF, juntamente com outros 27 jogadores. Foi confirmado na lista final em 29 de dezembro, para jogar o Sul-Americano Sub-20.
Estreou com empate em 0–0 contra a Venezuela. Marcou um gol na vitória por 3–0 sobre a Colômbia, pela terceira rodada da fase final e se classificou para a Copa do Mundo Sub-20 de 2017.

## Estatísticas
Atualizado até 4 de outubro de 2019

### Clubes
| Equipe            | Temporada         | Campeonato nacional | Campeonato nacional | Campeonato nacional | Competições continentais | Competições continentais | Competições continentais | Total | Total | Total   |
| Equipe            | Temporada         | Jogos               | Gols                | Assist.             | Jogos                    | Gols                     | Assist.                  | Jogos | Gols  | Assist. |
| ----------------- | ----------------- | ------------------- | ------------------- | ------------------- | ------------------------ | ------------------------ | ------------------------ | ----- | ----- | ------- |
| Plaza Colonia     | 2014              | 2                   | 0                   | 0                   | –                        | –                        | –                        | 2     | 0     | 0       |
| Plaza Colonia     | 2015              | 9                   | 0                   | 0                   | –                        | –                        | –                        | 9     | 0     | 0       |
| Plaza Colonia     | 2016              | 26                  | 0                   | 5                   | 2                        | 0                        | 0                        | 28    | 0     | 5       |
| Plaza Colonia     | 2017              | 10                  | 2                   | 1                   | –                        | –                        | –                        | 10    | 2     | 1       |
| Plaza Colonia     | 2019              | 21                  | 3                   | 0                   | –                        | –                        | –                        | 21    | 3     | 0       |
| Total na carreira | Total na carreira | 68                  | 5                   | 6                   | 2                        | 0                        | 0                        | 70    | 5     | 6       |

### Seleção Uruguaia
Sub-20
| Ano   |       |      |         |
| Ano   | Jogos | Gols | Assist. |
| ----- | ----- | ---- | ------- |
| 2015  | 1     | 0    | 0       |
| 2016  | 13    | 1    | 0       |
| 2017  | 6     | 1    | 4       |
| Total | 20    | 2    | 4       |

Expanda a caixa de informações para conferir todos os jogos deste jogador, pela sua seleção nacional.
Sub-20
|     | Data                   | Local                              | Resultado | Adversário    | Gol(s) | Competição                |
| --- | ---------------------- | ---------------------------------- | --------- | ------------- | ------ | ------------------------- |
| 1.  |                        |                                    |           |               |        |                           |
| 2.  | 22 de março de 2016    | Estádio General Adrián Jara, Luque | 3–4       | Paraguai      | 0      | Amistoso                  |
| 3.  | 24 de março de 2016    | Estádio Feliciano Cáceres, Luque   | 2–2       | Paraguai      | 0      | Amistoso                  |
| 4.  | 26 de abril de 2016    | Complexo Celeste, Montevidéu       | 1–1       | Paraguai      | 0      | Amistoso                  |
| 5.  |                        |                                    |           |               |        |                           |
| 6.  |                        |                                    |           |               |        |                           |
| 7.  |                        |                                    |           |               |        |                           |
| 8.  | 18 de setembro de 2016 | Estádio Aspire Academy, Doha       | 2–1       | Catar         | 0      | Torneio Quatro Nações     |
| 9.  | 21 de setembro de 2016 | Estádio Aspire Academy, Doha       | 1–0       | Coreia do Sul | 0      | Torneio Quatro Nações     |
| 10. | 24 de setembro de 2016 | Estádio Aspire Academy, Doha       | 1–2       | Senegal       | 0      | Torneio Quatro Nações     |
| 11. | 28 de setembro de 2016 | Estádio Aspire Academy, Doha       | 1–4       | Senegal       | 0      | Torneio Quatro Nações     |
| 12. |                        |                                    |           |               |        |                           |
| 13. | 12 de outubro de 2016  | Estádio El Comercio, Talca         | 2–2       | Chile         | 0      | Torneio Talca             |
| 14. |                        |                                    |           |               |        |                           |
| 15. | 19 de janeiro de 2017  | Olímpico de Ibarra, Ibarra         | 0–0       | Venezuela     | 0      | Sul-Americano Sub-20 2017 |
| 16. | 21 de janeiro de 2017  | Olímpico de Ibarra, Ibarra         | 3–3       | Argentina     | 0      | Sul-Americano Sub-20 2017 |
| 17. | 25 de janeiro de 2017  | Olímpico de Ibarra, Ibarra         | 2–0       | Peru          | 0      | Sul-Americano Sub-20 2017 |
| 18. | 30 de janeiro de 2017  | Olímpico Atahualpa, Quito          | 3–0       | Argentina     | 0      | Sul-Americano Sub-20 2017 |
| 19. | 2 de fevereiro de 2017 | Olímpico Atahualpa, Quito          | 2–1       | Brasil        | 0      | Sul-Americano Sub-20 2017 |
| 20. | 5 de fevereiro de 2017 | Olímpico Atahualpa, Quito          | 3–0       | Colômbia      | 1      | Sul-Americano Sub-20 2017 |

## Títulos
Uruguai
- Campeonato Sul-Americano Sub-20: 2017